# Květnová porada ÚV KSJ
Květnová porada ÚV KSJ (srbochorvatsky Majsko savetovanje/Мајско саветовање) se odehrála dne 4. května 1941 v Záhřebu. Vrcholní jugoslávští komunisté v čele s Josipem Brozem Titem rozebírali situaci v zemi po prohrané Dubnové válce. Přítomni byli všichni komunisté ze všech oblastí země, s výjimkou SR Makedonie.
Padlo rozhodnutí zahájit vést boj, nicméně k tomu se Jugoslávští komunisté neodhodlali do doby, dokud nacistické Německo nenapadlo Sovětský svaz. Byla odmítnuta legitimita předchozí monarchistické vlády řídit zemi a rovněž bylo rozhodnuto o nezbytnosti zahájit socialistickou revoluci.
Potenciál komunistů vést ozbrojený boj byl však na jaře 1941 jen velmi malý. Mnohem lepší šance měly některé jednotky královské armády, které přešly na metodu guerillového boje. Komunistická strana Jugoslávie působila po dvacet meziválečných let v ilegalitě a její činnost tak mohla mít jen omezený dopad. Důraz se proto na květnové poradě kladl na vojenskou přípravu; oslovování potenciálních bojovníků a shromažďování zbraní.